# Гвюдмюндюр Бенедиктссон
Гвюдмюндюр Бенедиктссон (ісл. Guðmundur Benediktsson, нар. 3 вересня 1974, Акурейрі) — ісландський футболіст, футбольний тренер і телекоментатор.

## Біографія

### Ігрова кар'єра
Вихованець клубу «Тор» почав грати у 1990 році за його основний склад. Два сезони провів у Бельгії у складі клубу «Беєрсгот», зігравши в його основному складі 4 матчі. Значну частину кар'єри провів у «Рейк'явіку», виступав також за «Валюр» та бельгійський «Гел». Ігрову кар'єру закінчив у 2009 році. Тричі ставав чемпіоном країни (1999, 2000 та 2002 роках).
Дебют у збірній відбувся у 1994 році у матчі проти ОАЕ (забив єдиний гол у матчі), останній матч провів у січні 2001 проти Чилі.

### Тренерська кар'єра
З 2010 року Гвюдмюндюр почав працювати тренером, очоливши «Селфосс». Шість голів юних тоді Йоуна Даді Бедварссона та Відара Єрна К'яртанссона не дозволили клубу успішно завершити виступи у чемпіонаті. З 2011 до 2014 року був у тренерському штабі «Брейдабліка», у 2014 році очолив сам команду, але та посіла 7-е місце, і Гвюдмюндюра звільнили, замінивши Арнаром Гретарссоном. У 2014—2016 роках Гвюдмюндюр був помічником тренера «Рейк'явіка», але після п'яти поразок у шести іграх у чемпіонаті Ісландії 2016 його звільнили.

### На телебаченні
Гвюдмюндюр Бенедиктсон працює телекоментатором на ісландському радіо та телебаченні. За рішенням мовної компанії RUV він був призначений відповідальним за висвітлення всіх подій та матчів чемпіонату Європи 2016 року. В Інтернеті він набув популярності після матчу групового етапу проти Австрії, коли на останніх хвилинах перейшов на істеричні крики та верески після переможного гола Арноура Трейстасона. У матчі 1/8 фіналу проти Англії Бенедиктссон мало не зірвав голос двічі: спочатку після голу Колбейнна Сігторссона, а потім після фінального свистка.
|  | Ми це зробили! Ми це зробили! Ми не поїдемо додому! Ти це бачив? Дивовижно! Я не можу у це повірити! Це сон. Ніколи не буди мене від цього чудового сну! Живи, як хочеш, Англіє! У неділю Ісландія зіграє з Францією. Франція Ісландія! Можете повертатися додому. Ви можете вийти з Європи. Ви можете піти куди хочете. Англія 1 Ісландія 2 – це підсумковий рахунок тут, у Ніцці. А казка продовжується. |

## Сім'я
Одружений з футболісткою Крістб'єрг Хельга Інгадоттір, онукою футболіста Альберта Гюдмюндссона. Його син, Альберт Гюдмюндссон, виступав за «ПСВ».

## Досягнення
КР
- Урвалсдейлд
  -  Чемпіон (4): 1999, 2000, 2002, 2003
- Кубок Ісландії
  -  Володар (2): 1995, 1999
- Кубок ісландської ліги
  -  Володар (2): 1998, 2001
- Суперкубок Ісландії
  -  Володар (2): 1996, 2003

Валюр
- Урвалсдейлд
  -  Чемпіон (1): 2007
- Кубок Ісландії
  -  Володар (1): 2005
- Кубок ісландської ліги
  -  Володар (1): 2008
- Суперкубок Ісландії
  -  Володар (2): 2006, 2008